# BMW Nazca C2
O BMW Nazca C2, Italdesign Nazca C2 ou Italdesign Nazca M12 foi um protótipo de automóvel superesportivo de 1991, da fabricante alemã de automóveis BMW. Este carro foi desenhado pela famosa empresa italiana Italdesign, a casa de desenho de Giorgetto Giugiaro, e conta com um desenho frontal similar ao de um BMW. Em 1993 foi apresentada uma versão variante do Nazca C2, sob o nome de Spider.

## Dados técnicos
O automóvel estava equipado com um motor V12 de BMW com 5660 cc (5,7 litros) que produzia 380 CV (280 kW) de potência máxima, podendo ultrapassar 300 km/h de velocidade máxima. Podia acelerar de 0 a 100 km/h em 4,2 segundos.

## Nazca C2 Spider
No ano de 1993 a Italdesign realizou uma nova versão, ligeiramente redesenhada do Nazca C2, chamada Nazca C2 Spider. Esta versão tinha motor e potência igual ao Nazca C2. Este carro apareceu no jogo Need for Speed II SE e Need for Speed III: Hot Pursuit.

## Galeria de fotos

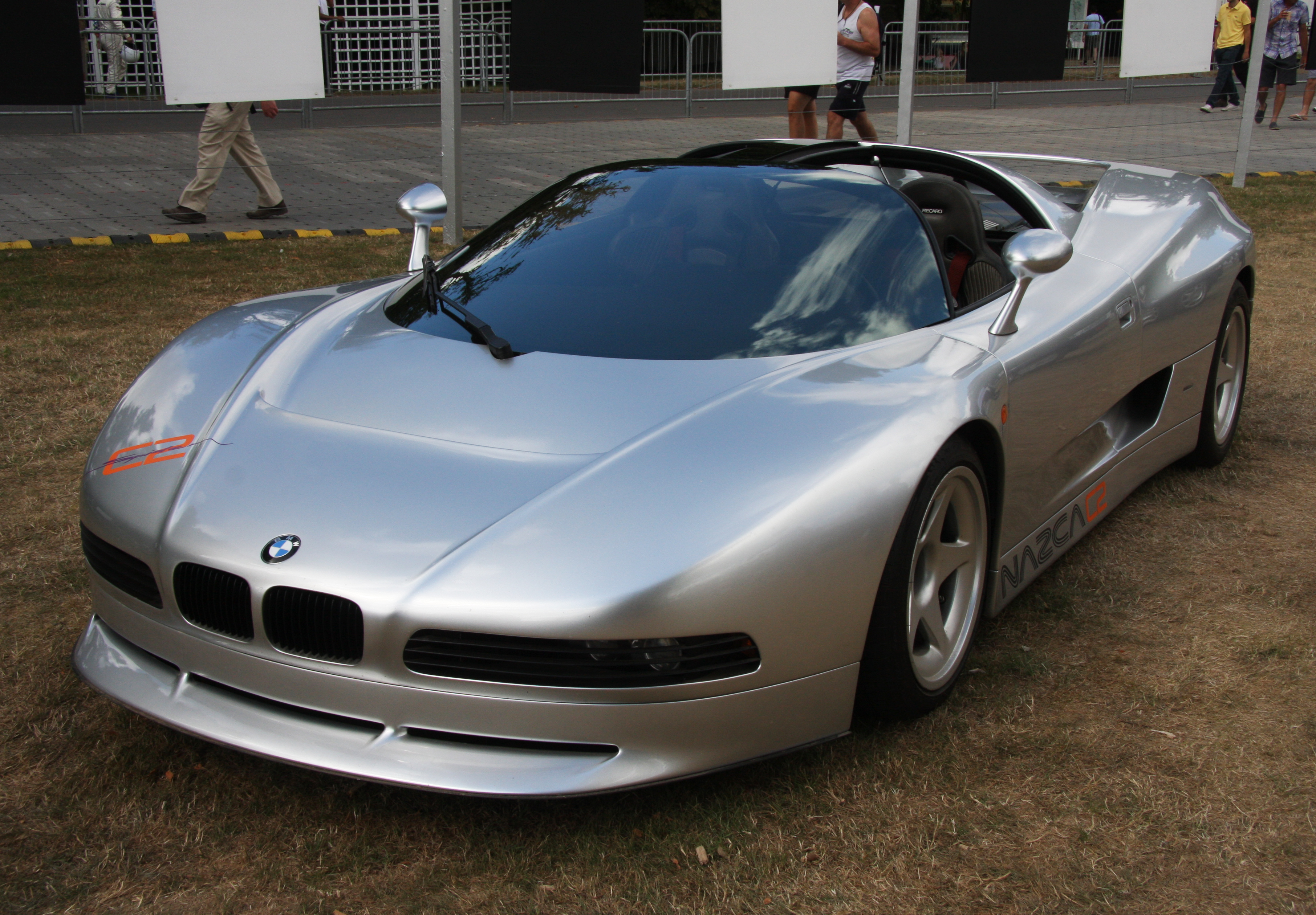
BMW Nazca C2
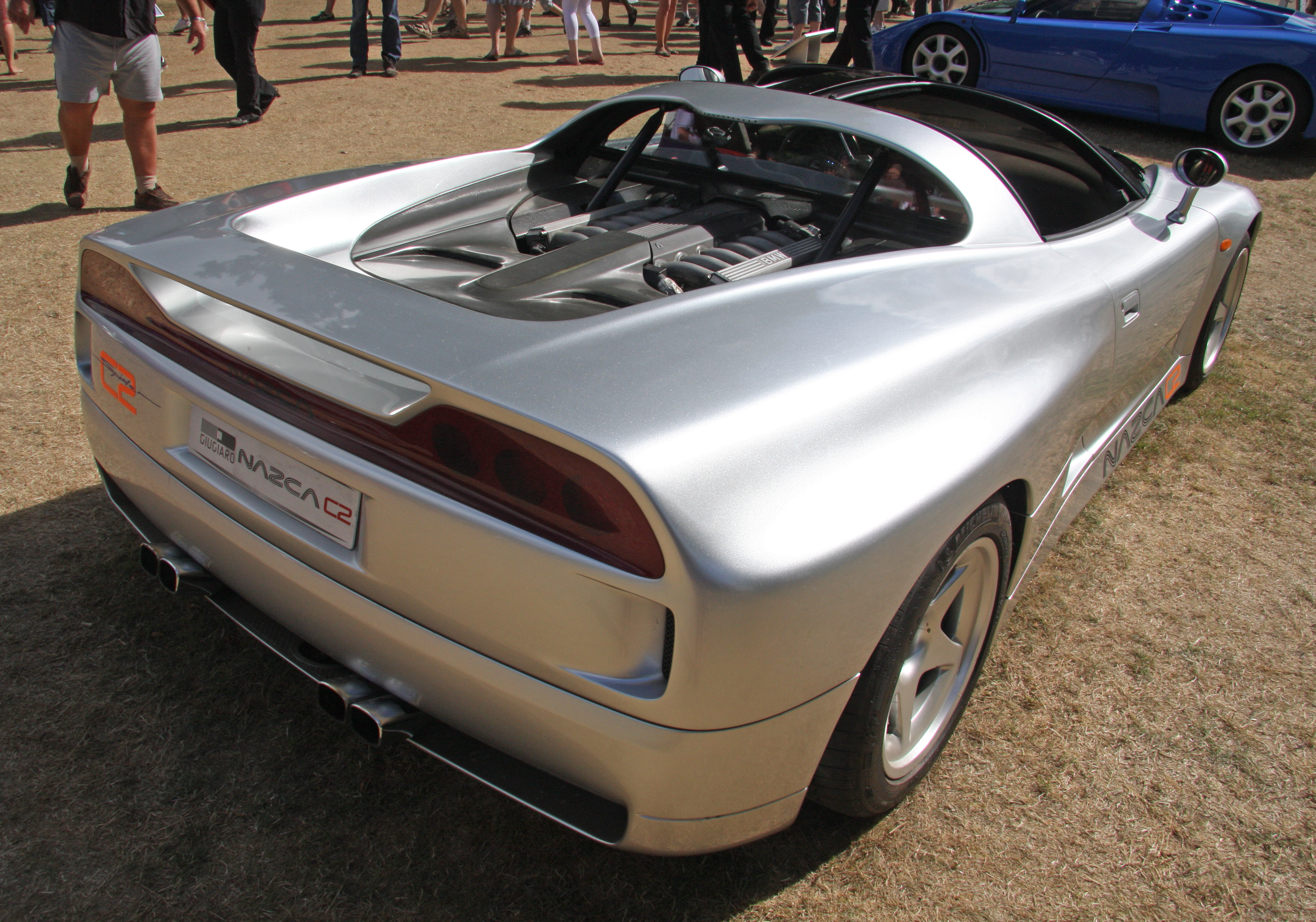
BMW Nazca C2